# Jogos de rede social
Jogos de rede social são um tipo de videogame que utilizam redes sociais para jogar online e compartilhar realizações com pessoas de diferentes lugares. Para alcançar melhores resultados nestes jogos, os utilizadores precisam de envolver o maior número de amigos possível.
Ao mesmo tempo, é uma forma de promover produtos que, devido ao sucesso alcançado pelas redes sociais, se tornou um modelo em expansão. No segundo semestre de 2009 surgiu uma quantidade considerável de novos jogos sociais como FarmVille, Mafia Wars, Castle Age e outros. Ainda existem jogos na rede social como Guild Masters, um jogo de papéis sociais, desenvolvido na Espanha por jovens andaluzes. Facebook foi pioneiro nos videojogos sociais, mas outras plataformas como Tuenti também têm o seu próprio sistema de jogo.